# Романко-Балківська волость
Романково-Балківська волость — історична адміністративно-територіальна одиниця Ананьївського повіту Херсонської губернії.
Станом на 1886 рік складалася з 5 поселень, 5 сільських громад. Населення — 2430 осіб (1249 чоловічої статі та 1181 — жіночої), 395 дворових господарств.
|                     | Площа, десятин | У тому числі орної, дес. |
| ------------------- | -------------- | ------------------------ |
| Сільських громад    | 3295           | 2158                     |
| Приватної власності | 18438          | 5161                     |
| Казенної власності  | —              | —                        |
| Іншої власності     | 36             | 30                       |
| Загалом             | 21769          | 7349                     |

Найбільші поселення волості:
- Романкова Балка — колишнє власницьке село при балці Романковій за 85 верст від повітового міста, 482 особи, 100 дворів, православна церква, школа, лавка.
- Грушівка — колишнє власницьке село при річці Буг, 764 особи, 138 дворів, школа, лавка.
- Іванівка (Корабельна) — колишнє власницьке село, 379 осіб, 76 дворів, школа.